# Un peana per le zebre
Un peana per le zebre (The Kalahari Typing School for Men) è un romanzo di Alexander McCall Smith del 2002, il quarto della serie No. 1 Ladies' Detective Agency. Protagonista la signora Precious Ramotswe, una singolarissima detective nera e prosperosa, che indaga in un'Africa insolita e straordinariamente vera.

## Trama
L'unica agenzia investigativa del Botswana gestita da sole donne (Precious Ramotswe e la brillante segretaria Signorina Makutsi) si trova in difficoltà economiche per l'impegno preso da Precious e dall'eterno “promesso sposo” JLB Matekoni di crescere due orfani “difficili” (la giovane Motholeli su una sedia a rotelle e il fratellino Puso). Una strana fusione societaria tra l'agenzia investigativa e l'officina Speedy Motor del signor JLB Matekoni vede il fondamentale contributo della signorina Makutsi che sogna di avviare una propria attività: una scuola di dattilografi maschi.
Quando sulla scena di Gaborone appare una nuova agenzia investigativa "maschilista", gestita dal borioso Cephas Duthelezi, sembra iniziare una concorrenza spietata. 
Due casi tengono però impegnata Precious Ramotswe: la ricerca di vittime di un vecchio raggiro e la protezione del matrimonio di un brillante allievo dattilografo.